# Ziano di Fiemme
Ziano di Fiemme é uma comuna italiana da região do Trentino-Alto Ádige, província de Trento, com cerca de 1.534 habitantes. Estende-se por uma área de 35 km², tendo uma densidade populacional de 44 hab/km². Faz divisa com Canal San Bovo, Panchià, Pieve Tesino e Predazzo.